# Indonesia International 2019
Die Indonesia International 2019 im Badminton fanden vom 22. bis zum 27. Oktober 2019 in Magelang statt.

## Sieger und Platzierte
| Disziplin    | Gold                                           | Silber                                    | Bronze                                       |
| ------------ | ---------------------------------------------- | ----------------------------------------- | -------------------------------------------- |
| Herreneinzel | Ikhsan Leonardo Imanuel Rumbay                 | Sony Dwi Kuncoro                          | Ng Tze Yong                                  |
| Herreneinzel | Ikhsan Leonardo Imanuel Rumbay                 | Sony Dwi Kuncoro                          | Jason Teh Jia Heng                           |
| Dameneinzel  | Asuka Takahashi                                | Hirari Mizui                              | Mako Urushizaki                              |
| Dameneinzel  | Asuka Takahashi                                | Hirari Mizui                              | Vũ Thị Trang                                 |
| Herrendoppel | Kang Min-hyuk Kim Jae-hwan                     | Muhammad Fachrikar Amri Syahnawi          | Leo Rolly Carnando Daniel Marthin            |
| Herrendoppel | Kang Min-hyuk Kim Jae-hwan                     | Muhammad Fachrikar Amri Syahnawi          | Kenas Adi Haryanto Rian Agung Saputro        |
| Damendoppel  | Anggia Shitta Awanda Pia Zebadiah              | Natsu Saito Naru Shinoya                  | Chasinee Korepap Kwanchanok Sudjaipraparat   |
| Damendoppel  | Anggia Shitta Awanda Pia Zebadiah              | Natsu Saito Naru Shinoya                  | Nita Violina Marwah Putri Syaikah            |
| Mixed        | Zachariah Josiahno Sumanti Hediana Julimarbela | Rian Agung Saputro Tiara Rosalia Nuraidah | Mohammad Rezky Alfarez Nahla Aufa Dhia Ulhaq |
| Mixed        | Zachariah Josiahno Sumanti Hediana Julimarbela | Rian Agung Saputro Tiara Rosalia Nuraidah | Rehan Naufal Kusharjanto Lisa Ayu Kusumawati |